# Associació de Propietaris i Terratinents de Navarra
L'Associació de Propietaris i Terratinents de Navarra (APTN) va ser una organització creada al juliol de 1931 pels grans propietaris de terres de Navarra durant la Segona República Espanyola.
La fi era defensar els legítims drets de la propietat territorial, quan certes decisions governatives constitueixen contrafur, alteren la nostra llei civil i envaeixen facultats de la Diputació Foral de Navarra.
Va estar molt controlada ideològicament pel carlisme i el clergat. Hi destacaven els terratinents José Sánchez Marco, Tomás Domínguez Arévalo i Justo Garrán Moso, entre d'altres.
En l'assemblea que va celebrar a Pamplona l'11 de desembre de 1932 hi van assistir més de 65 representants de pobles on radicaven l'entitat. Van donar discursos el Comte de Rodezno (el ja referit Domínguez Arévalo) i José Martínez de Velasco, que va acudir des de Madrid i era fundador del Partit Agrari. Es van pronunciar en contra de la Llei de Reforma Agrària, dient que era obra d'un moviment revolucionari, i d'un Govern socialista i anarquitzant. Tots dos van afirmar que l'Institut de Reforma Agrària creat vulnerava la Llei Paccionada Navarresa de 1841 i que no prosperaria.
Durant la Segona República aquesta associació va actuar conjuntament amb la Federació Agro-Social de Navarra (FASN).